# Nanna Friis
Nanna Traberg-Friis (født 8. januar 1989) er en dansk tidligere håndboldspiller.
Friis har tidligere spillet for Team Esbjerg, FIF, København Håndbold og spillet for Fredericia Håndboldklub, før Esbjerg som hun flyttede til i 2017.
Hun stoppede den professionelle karriere i 2017.